# Robert Schollum
Robert Schollum (* 22. August 1913 in Wien; † 30. September 1987 ebenda) war ein österreichischer Komponist, Dirigent, Musikpädagoge, Musikkritiker, Musikschriftsteller und Hochschullehrer. Er stand in den 1960er- und 1980er-Jahren mehrere Jahre dem Österreichischen Komponistenbund als Präsident vor.

## Leben und Wirken

### Ausbildung
Schollum studierte am Neuen Wiener Konservatorium und der Wiener Musikakademie Komposition bei Joseph Marx, Musiktheorie bei Egon Lustgarten und Orgel und Klavier bei Carl Lafite. Er unterrichtete als Assistent von Anton Maria Klafsky am Neuen Wiener Konservatorium und gab Klavierunterricht am Konservatorium für volkstümliche Musikpflege.

### Nationalsozialismus
1932 trat Schollum der Hitlerjugend, später auch der SA bei. Ab 1933 trat er als Dirigent auf. Am 17. Juni 1938 beantragte er die Aufnahme in die NSDAP und wurde rückwirkend zum 1. Mai desselben Jahres aufgenommen (Mitgliedsnummer 6.361.849). Von 1939 bis 1945 leistete er Militärdienst bei der deutschen Wehrmacht, nach einer Verwundung fungierte er als Zahlmeister an der russischen Front. Daneben wirkte er als Pianist, Dirigent und Chorleiter für die Hitlerjugend und war Kreisbeauftragter der Reichsmusikkammer für die Fachschaft Musikerziehung. Nach der Ausbombung seiner Wiener Wohnung 1944 übersiedelte er nach Ottensheim bei Linz.

### Karriere nach dem Zweiten Weltkrieg
Ab 1945 war Schollum Chorleiter am Alten Dom in Linz und leitete außerdem den Ignatius-Chor, den Sängerbund „Frohsinn“ und das Linzer Kammerorchester. 1946 wurde er Leiter der Linzer Städtischen Musikdirektion, 1952 Musikberater des Kulturamtes und 1953 städtischer Musikdirektor. Er gründete die Linzer Sektion der Internationalen Gesellschaft für Neue Musik, deren Arnold-Schönberg-Medaille er 1953 erhielt.
Ab 1955 dirigierte Schollum die Wiener Rathausserenaden, im gleichen Jahr gründete er die Musikalische Jugend Oberösterreichs. 1956 wurde er Landeschormeister des Österreichischen Arbeitersängerbundes. Sowohl in Linz als auch in Wien gestaltete er fallweise Rundfunksendungen.
1958 wurde ihm der Professorentitel verliehen, im Folgejahr wurde er als Professor für Lied und Oratorium an die Wiener Akademie für Musik und Darstellende Kunst berufen; er hatte diese Stelle bis 1983 inne. 1960 wurde er wegen hervorragender Leistungen auf dem Gebiet der Volksbildung mit dem Ehrenpreis des Bundesministeriums für Bildung ausgezeichnet; 1961 erhielt er den Staatspreis für Musik und 1971 den Musikpreis der Stadt Wien.
Ab 1963 war Robert Schollum Bundeschorleiter des Arbeitersängerbundes. Von 1965 bis 1969 und von 1983 bis 1984 stand er dem Österreichischen Komponistenbund als Präsident vor. 1973 wurde er dort zum Ehrenmitglied ernannt. 1978 wurde ihm das Österreichische Ehrenkreuz für Wissenschaft und Kunst sowie die Ehrenmedaille der Stadt Wien in Gold verliehen.

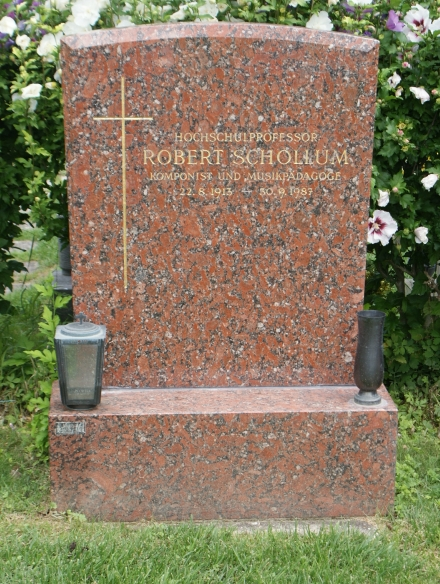
Grabstätte von Robert Schollum

Schollum ist Vater von zwei Adoptivsöhnen. Er ist in einem ehrenhalber gewidmeten Grab (Gruppe 40, Nummer 157) am Wiener Zentralfriedhof begraben.

## Werke
Bereits als Student komponierte Schollum mehr als 100 Volksliedsätze, später standen seine Kompositionen zunächst in der Tradition von Claude Debussy, dann in der von Béla Bartók und Darius Milhaud. In den 1950er Jahren kam er dann zu teilweise tonal gebundenen seriellen Kompositionen. Sein Werk umfasst beinahe alle Genres vom instrumentalen Solowerk über Kammermusik, Chorwerke und Lieder bis hin zu Instrumentalkonzerten und Sinfonien. Sein Nachlass befindet sich in der Musiksammlung der Österreichischen Nationalbibliothek.

## Publikationen (Auswahl)
- Musik in der Volksbildung (1959)
- Egon Wellesz (1964)
- Das kleine Wiener Jazzbuch (1969)
- Die Wiener Schule (1969)
- Das österreichische Lied des 20. Jahrhunderts (1977)